# Centralny Ośrodek Doskonalenia Kadr i Upowszechniania Postępu w Rolnictwie
Centralny Ośrodek Doskonalenia Kadr i Upowszechniania Postępu w Rolnictwie – jednostka organizacyjna Ministra Rolnictwa powołana w celu prowadzenia badań naukowych i opracowania metod wprowadzania postępu rolniczego do praktyki.
Centralny Ośrodek Doskonalenia Kadr i Upowszechniania Postępu w Rolnictwie funkcjonował w latach 1974–1984 i był zlokalizowany w Poznaniu.
Pierwszym dyrektorem Centralnego Ośrodka był Marian Jerzak. 

## Powstanie
Rozporządzeniem Ministra Rolnictwa z 1973 r. w sprawie utworzenia Centralnego Ośrodka Doskonalenia Kadr i Upowszechniania Postępu w Rolnictwie powołano nową jednostkę badawczo – rozwojową. W uzasadnieniu rozporządzenia podano potrzebę zintegrowanie w jednym specjalistycznym ośrodku zagadnień rozproszonych w innych instytucjach resortu rolnictwa. Centralny Ośrodek zobowiązany został do prowadzenia działalności naukowo–badawczej, dydaktycznej, doradczej i informacyjnej. Otrzymał status jednostki badawczo–rozwojowej i był objęty budżetem Ministerstwa Rolnictwa w dziale „nauka”. 

## Zadania
Do podstawowych zadań Centralnego Ośrodka należało prowadzenie prac naukowo-badawczych i dydaktycznych w zakresie doskonalenia kadr i upowszechniania postępu w rolnictwie, a w szczególności w zakresie:
- metodyki i efektywności kształcenia, dokształcania i doskonalenia kadr kierowniczych i instruktorskich w rolnictwie,
- podstaw teoretycznych, form i systemów upowszechniania postępu w rolnictwie,
- metod pracy i efektywności działania służb instruktorskich w rolnictwie,
- modeli kwalifikacyjnych dla kadr kierowniczych i instruktorskich w rolnictwie,
- programów nauczania dla różnych kierunków i form podnoszenia kwalifikacji kadr kierowniczych i instruktorskich w rolnictwie,
- dokształcania i doskonalenia kadr kierowniczych przedsiębiorstw rolnych,
- dokształcania i doskonalenia służb instruktorskich w zakresie upowszechniania postępu w rolnictwie i doradztwa w rolnictwa.

## Kierowanie
Centralnym Ośrodkiem kierował dyrektor powoływany przez Ministra Rolnictwa. Do jego kompetencji należał całokształt spraw związanych z kierowaniem instytucją. Dyrektor kierował Ośrodkiem przy pomocy dwóch zastępców oraz Rady Naukowo-Technicznej.

## Organy doradcze dyrektora ośrodka
Organem doradczym dyrektora była Rada Naukowo-Techniczna, która pełniła funkcję organu opiniodawczego w zakresie działalności badawczo–rozwojowej. Składała się z przewodniczącego, jego zastępcy oraz 10 członków, powoływanych przez Ministra Rolnictwa na okres 3 lat. 
Do zadań rady należało:
- opiniowanie kierunków, programów i planów działalności naukowo-badawczej, dydaktycznej i wdrożeniowej,
- inicjowanie kierunków prac naukowo–badawczych, dydaktycznych i wdrożeniowych w zakresie działania Centralnego Ośrodka,
- ocenianie projektów planów pracy i sprawozdań z działalności naukowo-badawczej i dydaktycznej,
- opiniowanie wniosków o powoływanie kandydatów na stanowiska samodzielnych pracowników naukowo-badawczych,
- opiniowanie kierunków, planów dokształcania i doskonalenia kadr kierowniczych i instruktorskich oraz programów wdrażania i upowszechniania postępu w rolnictwie,
- opiniowanie optymalnych modeli kwalifikacyjnych dla kadr kierowniczych i instruktorskich w rolnictwie.

## Zmiany organizacyjne dotyczące ośrodka
W 1985 r. zarządzeniem Ministra Rolnictwa i Gospodarki Żywnościowej Centralny Ośrodek przekształcony został w Centralny Ośrodek Oświaty i Postępu w Rolnictwie, z jednoczesnym przeniesieniem siedziby dyrekcji z Poznania do Brwinowa.